# Contea di Douglas (Illinois)
La contea di Douglas (in inglese Douglas County) è una contea dello Stato dell'Illinois, negli Stati Uniti. La popolazione al censimento del 2000 era di 19 922 abitanti. Il capoluogo di contea è Tuscola.